# Arturo Zavattini
Pour les articles homonymes, voir Zavattini.
Arturo Zavattini, né en 1930 à Luzzara, est un photographe et un directeur de la photographie italien.

## Biographie
Arturo Zavattini découvre la photographie en 1949, quand son père Cesare Zavattini lui offre son premier appareil photo. En 1951, il commence à travailler au cinéma grâce à Vittorio De Sica qui le présente à Aldo Graziati, directeur de la photographie sur Umberto D.. À ses débuts, il est souvent aux côtés d'Otello Martelli. Il a été assistant cameraman, puis opérateur, puis directeur de la photographie de nombreux films importants, italiens ou non.
Comme photographe, il a accompagné Ernesto de Martino dans son expédition ethnographique en Lucanie en juin 1952.
En 1982, il signe la photographie de La veritaaaà (it), unique film écrit, interprété et réalisé par son père.

## Filmographie
- 1953 : Un marito per Anna Zaccheo de Giuseppe De Santis (assistant)
- 1954 : Giorni d'amore de Giuseppe De Santis (assistant)
- 1954 : Nasce un campione d'Elio Petri
- 1955 : La Fille du fleuve (La donna del fiume) de Mario Soldati (assistant)
- 1955 : Il bidone de Federico Fellini (assistant)
- 1956 : La Chance d'être femme (La fortuna di essere donna) d'Alessandro Blasetti (assistant)
- 1957 : Vacances à Ischia (Vacanze a Ischia) de Mario Camerini (opérateur)
- 1958 : Barrage contre le Pacifique (La diga sul Pacifico) de René Clément (assistant)
- 1959 : La Loi de Jules Dassin (opérateur)
- 1960 : La dolce vita de Federico Fellini (opérateur)
- 1960 : Historias de la revolución de Tomás Gutiérrez Alea (opérateur)
- 1961 : La Fille dans la vitrine de Luciano Emmer (opérateur)
- 1961 : La Loi de la guerre de Bruno Paolinelli (opérateur)
- 1961 : Divorce à l'italienne (Divorzio all'italiana) de Pietro Germi (opérateur)
- 1962 : La Femme rousse d'Alfred Andersch (assistant)
- 1962 : Boccace 70 (Boccaccio '70), épisode Les tentations du docteur Antoine de Federico Fellini (opérateur)
- 1963 : Il maestro di Vigevano d'Elio Petri (opérateur)
- 1964 : La mia signora de Tinto Brass, Mauro Bolognini et Luigi Comencini (opérateur)
- 1965 : Les Trois Visages (I tre volti) de Michelangelo Antonioni, Mauro Bolognini et Franco Indovina (opérateur)
- 1965 : Les Complexés (I complessi) de Dino Risi, Franco Rossi et Luigi Filippo D'Amico (opérateur)
- 1965 : Ménage all'italiana de Franco Indovina (opérateur)
- 1966 : Il grande colpo dei 7 uomini d'oro de Marco Vicario (opérateur)
- 1966 : Le renard s'évade à trois heures (Caccia alla volpe) de Vittorio De Sica (opérateur)
- 1966 : La strega in amore de Damiano Damiani (opérateur)
- 1967 : La ragazza e il generale de Pasquale Festa Campanile (opérateur)
- 1967 : Arabella de Mauro Bolognini (opérateur)
- 1967 : Le dolci signore de Luigi Zampa (opérateur)
- 1968 : Il suo modo di fare de Franco Brusati (opérateur)
- 1968 : Meglio vedova de Duccio Tessari (opérateur)
- 1968 : Il medico della mutua de Luigi Zampa (opérateur)
- 1969 : Camille 2000 de Radley Metzger (opérateur)
- 1969 : Violenza al sole - Una estate in quattro de Florestano Vancini (opérateur)
- 1970 : L'Oiseau au plumage de cristal de Dario Argento (opérateur)
- 1970 : Scipione detto anche l'africano de Luigi Magni (directeur de la photographie)
- 1970 : Le Voyeur de Franco Indovina (directeur de la photographie)
- 1971 : Trastevere de Fausto Tozzi (directeur de la photographie)
- 1972 : Anche se volessi lavorare, che faccio? de Flavio Mogherini (directeur de la photographie)
- 1973 : Si, si, mon colonel (Un ufficiale non si arrende mai nemmeno di fronte all'evidenza, firmato Colonnello Buttiglione) de Mino Guerrini (directeur de la photographie)
- 1974 : Il lumacone de Paolo Cavara (directeur de la photographie)
- 1974 : Attention, on va s'fâcher ! de Marcello Fondato (directeur de la photographie)
- 1974 : Le tapis hurle de Paolo Nuzzi (directeur de la photographie)
- 1975 : Orlando furioso (it) de Luca Ronconi (télévision) (directeur de la photographie)
- 1976 : Il garofano rosso (it) de Luigi Faccini (directeur de la photographie)
- 1976 : Giovannino (film) (it)de Paolo Nuzzi (directeur de la photographie)
- 1976 : La linea del fiume d'Aldo Scavarda (directeur de la photographie)
- 1977 : Un cuore semplice de Giorgio Ferrara (adaptation et directeur de la photographie)
- 1982 : La veritaaaà (it) de Cesare Zavattini (directeur de la photographie)